# Lauchhammer
Lauchhammer (lågsorbiska Łuchow, högsorbiska: Železarnje = järnverk) är en stad i Landkreis Oberspreewald-Lausitz i södra Brandenburg i Tyskland.

## Historiska
Fram till 1952 var Lauchhammer-Mückenberg en sachsisk stad, under DDR-tiden tillhörde den Bezirk Cottbus. Efter återföreningen 1990 tillhör staden Brandenburg.

## Kända personer från staden
- Friherrinnan Benedicta Margareta von Löwendal (1683–1776), industrientreprenör
- Detlev Carl Graf von Einsiedel (1737–1810) och Detlev Graf von Einsiedel (1773–1861), industrientreprenörer
- Walter Besig (1869–1950), konstnär från Schraden
- Benno Pludra (född 1925), barn- och ungdomsförfattare
- Gunter Sonneson, skådespelare och operamusiker
- Michael Stübgen (född 1959), CDU-politiker, mandat i tyska Förbundsdagen
- Mario Veit (född 1973), supermellanvikt i boxning

## Vänorter
- Târgu Jiu i Rumänien